# Rhome
Rhome is een plaats (city) in de Amerikaanse staat Texas, en valt bestuurlijk gezien onder Wise County.

## Demografie
Bij de volkstelling in 2000 werd het aantal inwoners vastgesteld op 551.
In 2006 is het aantal inwoners door het United States Census Bureau geschat op 973, een stijging van 422 (76,6%).

## Geografie
Volgens het United States Census Bureau beslaat de plaats een oppervlakte van
4,6 km², geheel bestaande uit land. Rhome ligt op ongeveer 279 m boven zeeniveau.

## Plaatsen in de nabije omgeving
De onderstaande figuur toont nabijgelegen plaatsen in een straal van 12 km rond Rhome.